# جون ايمانويل
جون ايمانويل (بالإنجليزية: John Emanuel)‏ (5 أبريل 1948 في المملكة المتحدة - ) هو مدرب كرة قدم ولاعب كرة قدم بريطاني في مركز الوسط. شارك مع منتخب ويلز لكرة القدم. أما مع النوادي، فقد لعب مع سويندون تاون ونادي باري تاون يونايتد ونادي بريستول سيتي ونادي غيلينغهام ونيوبورت كونتي.

## وصلات خارجية
- جون ايمانويل على موقع قاعدة بيانات كرة القدم.إي يو (الإنجليزية)